# Buddy Rich Big Band

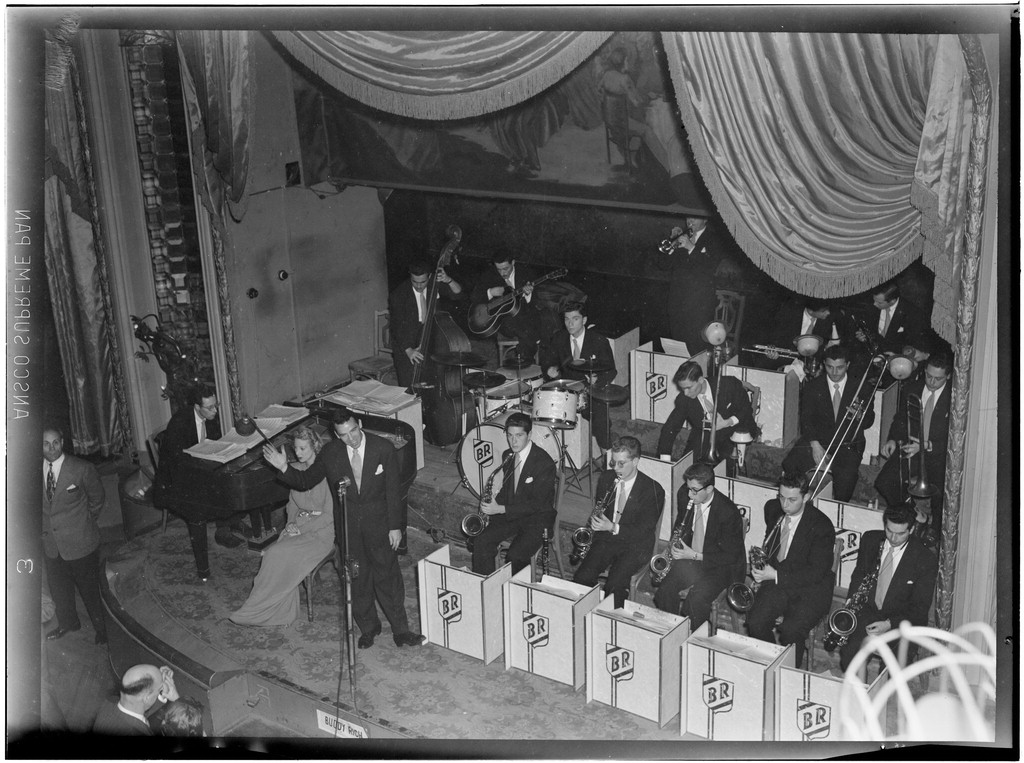
Die Buddy Rich Big Band bei einem Auftritt im Arcadia Ballroom, New York City, ca. Mai 1947. Fotografie von William P. Gottlieb

Die Buddy Rich Big Band, auch Buddy Rich & His Big Band oder Buddy Rich and the Big Band Machine war eine Bigband, die der Schlagzeuger und Sänger Buddy Rich leitete. Einen Vorläufer hatte die 1966 gegründete Band mit einem Orchester, das von 1946 bis 1948 bestand. In den 1970er Jahren gehörte die Buddy Rich Big Band mit den Formationen von Maynard Ferguson, Woody Herman und der Tonight Show Band unter Leitung von Doc Severinsen zu den populärsten Jazz-Orchestern der Vereinigten Staaten. „Mit großen Stars wie den Saxophonisten Don Menza, Ernie Watts oder Art Pepper, den Trompetern Bobby Shew oder Chuck Findley besetzt, wurde seine Big Band weltweit gefeierter Headliner bei allen wichtigen Jazzfestivals,“ urteilte Ulrich Habersetzer in BR-Klassik.

## Buddy Rich and His Orchestra 1946–1948
Nachdem der Schlagzeuger Buddy Rich mit dem Sänger Frank Sinatra das Swing-Orchester von Tommy Dorsey verlassen hatte, gründete er 1946 mit finanzieller Unterstützung Sinatras eine erste eigene Bigband. George T. Simon, seinerzeit Musikkritiker bei Metronome, erlebte die ersten Auftritte der Bigband im Januar 1946 als „sehr beeindruckend“.

„Sie spielte eine ganze Reihe exzellenter moderner Arrangements von Ed Finckel, Tadd Dameron, Turk Van Lake und Billy Moore Jr. sowie von einigen guten Sidemen, wie den Posaunisten Earl Swope, dem Trompeter Lou Oles und dem Klarinettisten Aaron Sachs. Der bei weitem hervorragendste Mann in der ganzen Band war jedoch Rich selbst. Sein Schlagzeugspiel war wie immer verblüffend. Sein Gesang, besonders bei ‚Baby, Baby, All the Time‘, war wundervoll.“

Mit dem Orchester nahm Rich auch eine Reihe von Jazznummern auf wie Desperate Desmond (Mercury 260-B), Quiet Riot, Route 66 (Mercury 301), Carioca, die Bebop-Nummer Oop Bap Sham Bam von Dizzy Gillespie, Ready to Go Steady von Alec Wilder, die Standards I Cover the Waterfront und What Is This Thing Called Love, außerdem die Vokalnummer A Sunday Kind Of Love mit der Sängerin Marjorie „Margie“ Deans. Im Buddy Rich Orchestra spielte auch der Schlagzeuger Stan Kay (der Rich später als Bandmanager diente); er ersetzte den Bandleader bei seinen Gesangsnummern The Frim Fram Sauce und It’s About Time. Weitere Bandvokalistin war Dorothy Reid in Day By Day, You’ve Got Me Cryin’ Again und I’m Always Chasing Rainbow.
Das Buddy Rich Orchestra hatte Engagements im Palladium in Hollywood am 27. und 28. März und im Sherman Hotel in Chicago. Ende 1947 waren George Handy und Al Cohn als Musiker und Arrangeure für Rich tätig. Bis 1948 entstanden in wechselnden Besetzungen weitere Bigband-Aufnahmen Richs, an denen u. a. Johnny Mandel, Doug Mettome, Red Rodney, Hal McKusick, Terry Gibbs, Jimmy Giuffre, Warne Marsh und Allen Eager (Daily Double, Nellie’s Nightmare) beteiligt waren. 1948 erschien außerdem ein von Will Cowan produzierter Musik-Kurzfilm mit dem Orchester; doch musste der Schlagzeuger wegen fehlender Engagements die bald Band auflösen.

## Die Buddy Rich Big Band ab 1966
Nachdem Buddy Rich auch in den späten 1950er Jahren eine Reihe von Alben mit größeren Ensembles wie This One’s for Basie (Verve, 1957) oder Richcraft (Mercury, 1959) vorgelegt hatte und fünf Jahren bei Harry James tätig war, stellte er im April 1966 eine neue 17-köpfige Bigband zusammen, um die LP Swingin’ New Big Band aufzunehmen, die bei Pacific Jazz Records erschien.
Auf dem Höhepunkt der „Beatlemania“ wirkte Buddy Richs Idee, eine Bigband zu gründen, „aberwitzig“, schrieb Digby Fairweather; der Bandleader wischte alle Einwände beiseite:

“Everybody said: ‚Who the hell wants a big band?‘ But I said, ‚Well, who knows better than me? We don’t know if the kids want it yet – they’ve never been exposed to it!”

„Jeder meint: ‚Wer zum Teufel braucht eine Bigband?‘ Aber ich behaupte: ‚Nun, wer weiß dies besser als ich? Wir wissen nicht, ob die jungen Leute es jetzt wollen – weil sie nie wirklich damit in Berührung kamen!“

Die Arrangements des Albums stammten meist von Oliver Nelson (etwa dessen Komposition Hoe Down oder die King-Curtis-Nummer More Soul), weitere steuerten Bill Holman (Ready Mix), Phil Wilson (Basically Blues), Jay Corre und Don Rader bei. Solisten dieser kurzlebigen Band (nur drei Musiker sollten bei der folgenden Produktion dabei sein) waren der Trompeter Bobby Shew, der Altsaxophonist Pete Yellin, der Pianist John Bunch und der Gitarrist Barry Zweig.
Das zweite Album der Buddy Rich Bigband Big Swing Face (Pacific Jazz) enthielt Mitschnitte, die entstanden, als das Orchester ein Engagement im Chez Club Anfang 1967 in Hollywood hatte. Die Arrangement für Richs Orchester stammten u. a. von Bill Holman, Shorty Rogers, Bob Florence und Bill Potts; zu den Solisten gehörten der neu hinzugekommene Altsaxophonist Ernie Watts, außerdem Bobby Shew, Jay Corre am Tenorsaxophon und der Bandleader am Schlagzeug. In das Repertoire hatte Rich auch Pophits der Zeit wie die Beatles-Nummer Norwegian Wood (This Bird Has Flown) und The Beat Goes On aufgenommen; in dem zuerst durch Sonny & Cher interpretierten Song übernahm Richs zwölfjährige Tochter Cathy den Gesangspart. Weiterer Erfolgstitel der Band war auch ein zehnminütiges Medley aus der West Side Story.
„In den späten Sechzigern und während der Siebziger favorisierte Buddy mehr und mehr die modern klingenden Arrangements, viele von ihnen zeigten seine Hinwendung zum Rock,“ schrieb George T. Simon: „Offensichtlich wollte er den Geschmack des jungen Publikums treffen, und dies tat er durchaus mit Erfolg. Seine Band trat in Rockclubs auf, wo sie tosenden Beifall und oft stehende Ovationen erntete.“
Im Gegensatz zu Don Ellis verzichtete Buddy Rich „auf alle Experimente.“ Nach Ansicht von Joachim Ernst Berendt „feierte seine Bigband die spektakuläre Drum-Ästhetik ihres Leaders in wirkungsvoller Weise. Die Buddy Rich Big Band produzierte Show Business im konventionellen Sinne, aber sie tat das so professionell und mitreißend, dass durchaus auch ein junges Publikum davon angezogen wurde.“ So kam es 1969 zu einem gemeinsamen Auftritt der Bigband mit der englischen Rockband The Who.

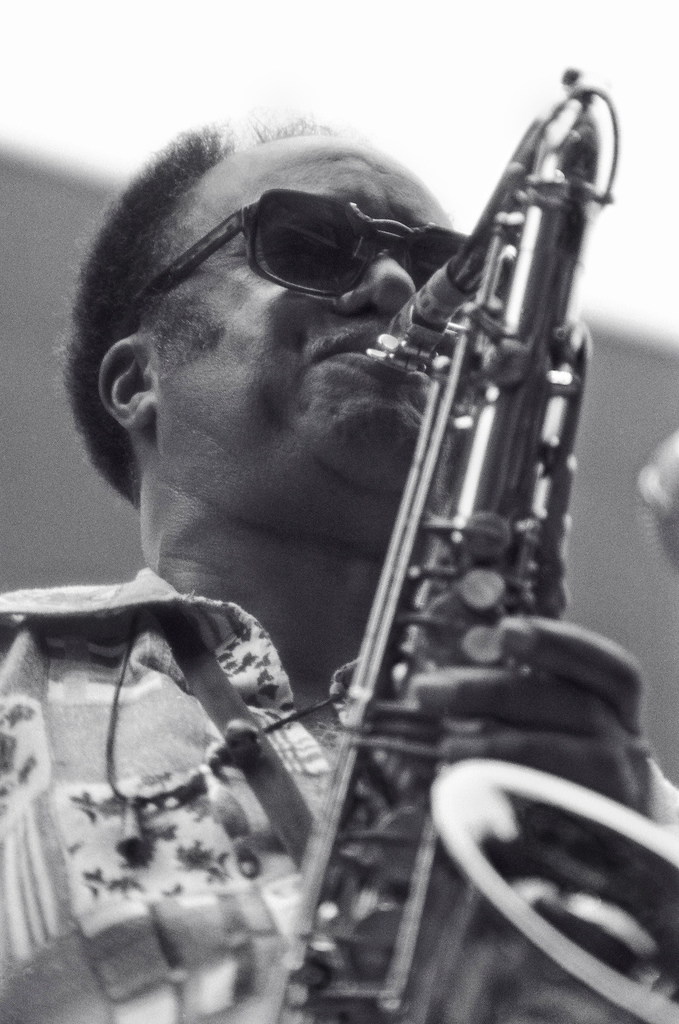
Ernie Wilkins 1976

Zu den Solisten, die Ende der 1960er Jahre im Orchester bei LPs wie Mercy, Mercy (1968) und dem Livemitschnitt Buddy & Soul (1969) mitwirkten, gehörten Richie Cole (Altsaxophon), Pat LaBarbera (Tenorsaxophon) und David Dana bzw. Walt Namuth (Gitarre), 1970 der Altsaxophonist Jim Mosher, Posaunist Rick Stepton und der Trompeter George Zonce. Zu seinem Repertoire der Budy Rich Big Band gehörten neben Jazzstandards wie God Bless the Child (1972, mit Joe Romano als Solisten) auch aktuelle Pophits wie Paul Simons Keep the Customer Satisfied, Songs aus der Rockoper Jesus Christ Superstar und der Muppets Show (Bein’ Green), Paul McCartneys Uncle Albert / Admiral Halsey, Stevie Wonders Uptight oder Van Morrisons Song Domino. Ende der 1960er Jahre arbeiteten Don Sebesky, in den frühen 1970er Jahren dann u. a. auch Ernie Wilkins, John LaBarbera, Manny Albam, Greg Hopkins und Don Menza (Time Check) als Arrangeure für die Bigband;
Nachdem Rich 1974/75 vorübergehend mit kleineren Ensembles in seinem Jazzclub Buddy’s Place in New York aufgetreten war, stellte er erneut eine Bigband-Formation zusammen. Mitte des Jahrzehnts wurde der Funk-Einfluss in der Musik der Band (zunächst mit dem Album Big Band Machine) größer; voll zum Tragen kam dies 1976 mit der Aufnahme des Albums Speak No Evil (RCA Victor, 1976), das von Richard Evans produziert und arrangiert worden war, dem Hausproduzenten und Arrangeur beim Chess-Sublabel Cadet. Für die Session holte Rich Solisten und Sessionmusiker wie Joe Farrell, Steve Marcus, Dave Tofani, Turk Mauro, Lew Soloff, Jon Faddis, Bob Cranshaw, Ross Traut (der auch Koproduzent war) und Kenny Barron am E-Piano hinzu. Das Programm wechselte zwischen funky orientiertem Bigband-Jazz, anspruchsvoller Popmusik und gefühlvollen Instrumentalnummern, die an Disco grenzten, wie die Natalie Cole/Chuck-Jackson-Nummer Sophisticated Lady [She’s a Different Lady], außerdem Funk-Titel wie Fight the Power von den Isley Brothers, Gino Vannellis Storm at Sunup, Games People Play von The Spinners und dem Son How Long (Betcha Got a Chick), der durch die Pointer Sisters popularisiert wurde.
Buddy Rich ging ab Ende der 1970er Jahre mit seinen späteren Bigband-Formationen weltweit auf zahlreiche Tourneen und Festival-Gastspiele (wie auf dem Monterey Jazz Festival und dem Festival International de Jazz de Montréal 1982), nahm aber nur noch wenige Alben auf, darunter Buddy Rich Plays and Plays (1977) und Buddy Rich Orchestra (1981).
Die Buddy Rich Big Band trat noch bis 1986 regelmäßig zusammen, kurz vor dem plötzlichen Tod des Bandleaders im April 1987 im Alter von 69 Jahren.

## Die Ghost Band und Tribut-Konzerte
Bereits ein Jahr nach Buddy Richs Tod unternahm Steve Marcus, der 1976 bis 1987 bei Rich gespielt hatte, einen ersten Anlauf, unter seiner Leitung die Buddy Rich Big Band als Ghost Band zu reaktivieren; im April 1988 trat er mit der Bigband an drei Abenden im New Yorker Jazzclub Blue Note auf. Steve Marcus, der 2005 starb, leitete die Buddy Rich Memorial Band für über zehn Jahre, in der Steve Smith den Schlagzeugpart übernahm.
In den 2010er Jahren leiteten Richs Tochter Cathy Rich und der Schlagzeuger Gregg Potter die Buddy Rich Band als Ghost Band weiter.

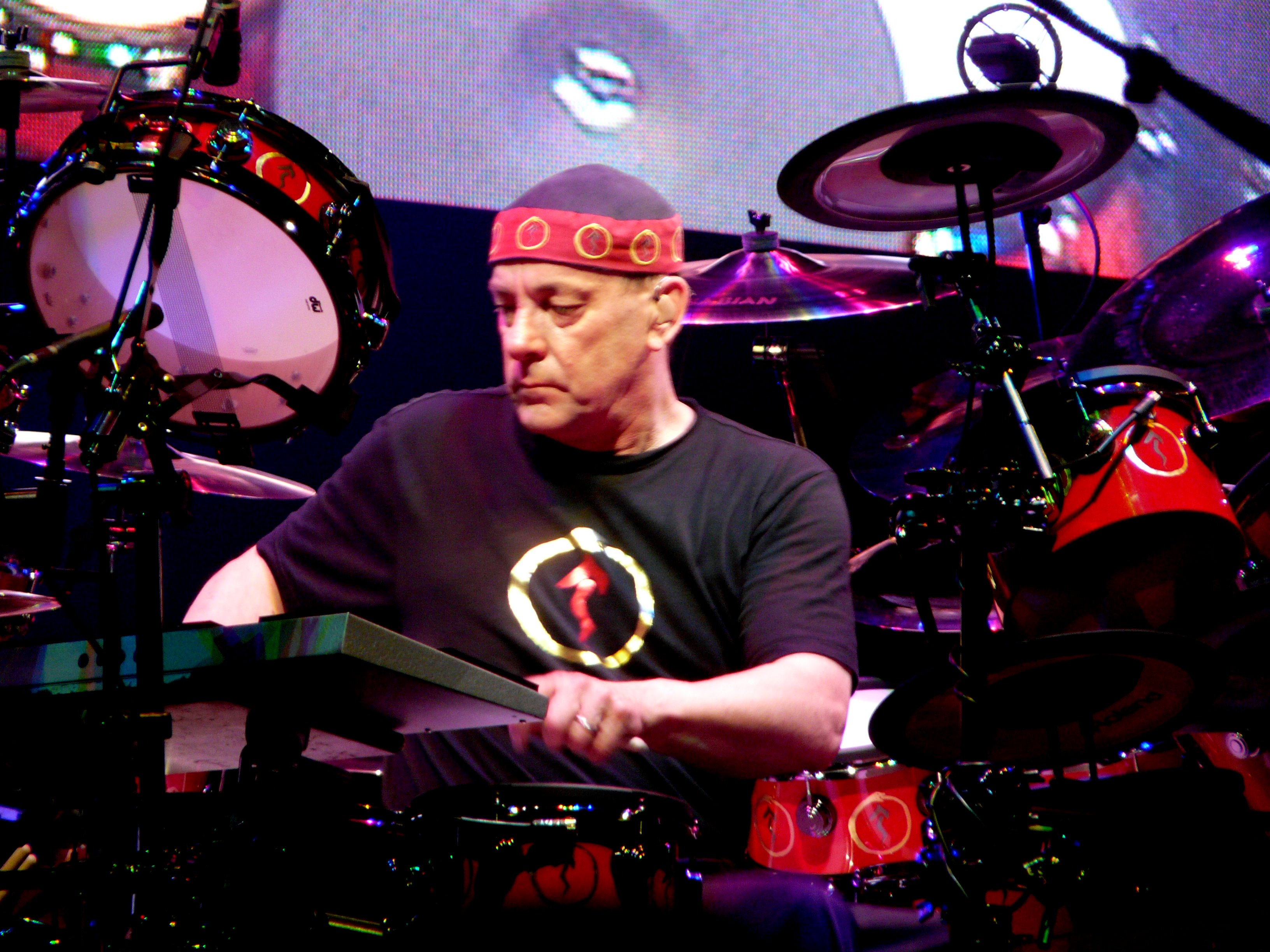
Neil Peart während eines Schlagzeugsolos im Xcel Energy Center, 2008

1994 erschien auf Atlantic Records das zweiteilige Album Burning for Buddy: A Tribute to the Music of Buddy Rich, das der Rock-Schlagzeuger Neil Peart mit der Buddy Rich Big Band produziert hatte; der Band gehörten u. a. Chuck Bergeron, Chuck Loeb, John Hart, Andy Fusco, Dave D’Angelo, Steve Marcus, Walt Weiskopf, Greg Gisbert, Joe Magnarelli, und Scott Wendholt an. Den Schlagzeugpart übernahmen neben Neal Peart Kenny Aronoff, Bill Bruford, Billy Cobham, Steve Ferrone, Steve Gadd, David Garibaldi, Omar Hakim, Manu Katché, Joe Morello, Simon Phillips, Max Roach, Ed Shaughnessy, Steve Smith, Marvin „Smitty“ Smith und Dave Weckl.
Anlässlich von Buddy Richs hundertstem Geburtstag wurde die Bigband wieder belebt und trat im Mai 2017 an sechs Abenden im Londoner Ronnie Scott’s Jazz Club auf; zu der Formation um die Schlagzeuger Gregg Potter und Dave Weckl gehörten die Solisten Simon Gardner, Mark Nightingale, Nigel Hitchcock, Bob Bowlby, Matt Harris und Laurence Cottle. Zu den Veteranen aus der Originalband, die zwischen 1970 und 1986 häufiger im Londoner Club aufgetreten war, gehörte neben Bowlby und Harris der schottische Baritonsaxophonist Jay Craig, der noch 1986 bei Rich spielte.

## Diskografie

### Buddy Rich Orchestra 1946–1948
Singles (Auswahl)
- It’s About Time Rich-ual Fire Dance (Mercury 3038 bzw. 5043, 1946)
- Ready to Go Steady / OOp Bop Sh’ Bam(Mercury 3037, 1946)
- Route 66 / The Iggidy Song (Mercury 3025, 1946)
- It Couldn’t Be True / Dateless Brown (Mercury 2068, 1946)
- Claude Thornhill and His Orchestra / Buddy Rich and His Band Troubador / Nellie’s Nightmare (V-Disc 490, 1947)
- Buddy Rich and Band / Tony Pastor and His Orchestra: A Man Could Be a Wonderful Thing / The Carioca / S’ Wonderful / Movie Tonight (V-Disc 891, 1949)
- Joe Bushkin, Bobby Hackett / Raymond Scott Quintet / Buddy Rich and Band: You Do Something to Me / Three Little Words / Four Rich Brothers (V-Disk 899, 1949)

Alben und Kompilationen
- One Night Stand – 1946 – Live Sessions at the Palladium, Hollywood (Musidisc/Jazz Anthology)
- Buddy Rich and His Legendary 1947–48 Orchestra (Hep)
- Buddy Rich And His Orchestra – 1946–1948 (Classics, ed. 1999)
- Complete Buddy Rich: 1946–1956 (5CD-Box-Set)
- Buddy Rich - Mr. Drums: The Buddy Rich Collection 1946-55 (Acrobat, 2022)

### Buddy Rich Big Band 1966–1986
Singles
- Mercy, Mercy, Mercy / Big Mama Cass (Pacific Jazz, 1968)

Alben
- Swingin’ New Big Band (Pacific Jazz/Blue Note, 1966)
- The Sounds of ’66 (Reprise, 1966), mit Sammy Davis, Jr.
- Big Swing Face (Pacific Jazz/Blue Note, 1967)
- The New One! (Pacific Jazz, 1968)
- Mercy, Mercy (Pacific Jazz/Blue Note, 1968)
- Buddy & Soul (Pacific Jazz, 1969)
- Keep the Customer Satisfied (Liberty, 1970)
- A Different Drummer (RCA, 1971)
- Very Alive at Ronnie Scott’s (1971)
- Stick It (RCA Victor, 1972)
- Buddy Rich in London (RCA, 1972)
- The Roar of ’74 (Groove Merchant, 1973)
- Ease On Down the Road (Denon/Lester Recording Catalog, rec. 1973/4, ed. 1987)
- Big Band Machine (Groove Merchant, 1975)
- Speak No Evil (RCA Victor, 1976)
- Buddy Rich Plays and Plays and Plays (RCA, 1977)
- Europe 77 (Magic, ed. 1993)
- Class of ’78 (Century Record Manufacturing Company, 1977)
- Together Again: For the First Time (Gryphon/Century, 1978), mit Mel Tormé
- Live at Ronnie Scott’s (DRG, 1980)
- The Buddy Rich Band (MCA, 1981)
- Buddy Rich Big Band Featuring Richie Cole – Big Cole (Liberty, 1982)
- Rich and Famous (Amway, 1983)
- Mr. Drums: Buddy Rich & His Band Live on King Street (Mobile Fidelity, 1985)
- At Stadthalle Leonberg, Germany 10th July 1986 (Jazz Band Records, ed. 1994)
- The Solos (Lightyear Entertainment, ed. 2014)
- Birdland (Lightyear Entertainment, ed. 2015)